# Tuliszków
Tuliszków (deutsch Tuliszkow, 1943–1945 Tulischau) ist eine Stadt im Powiat Turecki der Woiwodschaft Großpolen in Polen. Sie ist Sitz der gleichnamigen Stadt-und-Land-Gemeinde mit 10.526 Einwohnern (Stand 31. Dezember 2020).

## Gemeinde
Zur Stadt-und-Land-Gemeinde (gmina miejsko-wiejska) Tuliszków mit 149,4 km² Fläche gehören die Stadt selbst und 22 Dörfer mit Schulzenämtern.

## Persönlichkeiten
- Konstantin Adaschewski (1897–1987), sowjetischer Schauspieler.[2]